# غواصة يو-1 (النمسا-المجر)
غواصة يو-1 أو يوI هي أول غواصة من فئة يو-1 التي تديرها البحرية النمساوية المجرية ( (بالألمانية: kaiserliche und königliche Kriegsmarine)‏ أو k.u.k. Kriegsmarine k.u.k. Kriegsmarine ). صمم يو-1 من قبل المهندس البحري الأمريكي سيمون ليك من شركة Lake Torpedo Boat Company، كانت واحدة من غواصتين صممتا على شكل بحيرة تم شراؤها كجزء من تقييم تنافسي لتصميمات الغواصات الأجنبية بعد أن رفضت البحرية المقترحات المحلية. 
طلبت في 24 نوفمبر 1906، ووضعت في يوليو 1907 قبل إطلاقها في فبراير 1909. تضمن التصميم التجريبي للغواصة ميزات فريدة مثل حجرة الضغط العالي وعجلات للسفر على طول قاع البحر. أظهرت التجارب البحرية في عامي 1909 و 1910 على المحركات التي كانت تعمل بواسطة محركات البنزين، أن هذه المحركات غير قادرة على الوصول إلى السرعة المتعاقد عليها في الغواصة وتشكل خطرا بحيث أنها تسمم الطاقم. تم تكليفها في أبريل 1911 وكانت بمثابة غواصة تدريب حتى عام 1914، على الرغم من أنه كان قد تم تعبئتها لفترة قصيرة خلال حروب البلقان. وقد وصف تصميم الغواصة من قبل مؤرخين البحرية بأنها فاشلة. على الرغم من هذه الانتقادات، تمت الاستفادة من الاختبارات التي اجريت على تصميمها معلومات استخدمتها البحرية لبناء غواصات لاحقة.

### اقتباسات
1. ↑  "SM U-1". Google Arts & Culture (بالإنجليزية). Archived from the original on 2022-07-25. Retrieved 2022-07-25.